# Ланцетоклювы
Ланцетоклювы (лат. Doryfera) — род птиц семейства колибри.

## Описание
Клюв длинный. Базальная часть клюва прямая, апикальная — изогнутая вверх, заострённая. Крылья среднего размера. Хвост округлый, перья широкие и жёсткие. Лапы покрыты перьями лишь частично. Задние палец и коготь такой же длины, как средние палец и коготь. У самцов в передней части головы светлое пятно. Оперение гладкое.

## Виды
Международный союз орнитологов относит к роду два вида:
- Синелобый ланцетоклюв Doryfera johannae (Bourcier, 1847)
- Зеленоклювый ланцетоклюв Doryfera ludovicae (Bourcier & Mulsant, 1847)